# Diana (brano musicale)
Diana è una canzone del 1957 scritta e resa famosa da Paul Anka. La canzone è stata scritta da Anka insieme a Joe Sherman.  È dedicata ad una ragazza, Diana Ayoub, di alcuni anni più grande di lui, che nel periodo di composizione della canzone era anche la sua baby sitter. Da qui il testo che inizia con una strofa piuttosto inusuale per l'epoca: "I'm so young and you're so old, so Diana I've been told...". 

## Descrizione
La composizione, arrangiata da Don Costa, ha venduto oltre 20 milioni di copie arrivando in prima posizione nella Official Singles Chart per nove settimane e nei Paesi Bassi per quattro settimane ed in Australia e Canada ed in seconda posizione negli Stati Uniti. Tra i musicisti che hanno partecipato alla registrazione vanno ricordati Bucky Pizzarelli alla chitarra, Irving Wexler al  piano, Jerry Bruno al contrabbasso e Panama Francis alla batteria. La registrazione è stata effettuata  nel maggio 1957 negli studi della RCA.
La canzone nel corso degli anni è stata oggetto di numerose cover; Ricky Martin l'ha cantata in duetto con lo stesso Anka nell'album Amigos, i Misfits hanno registrato una loro versione nell'album Project 1950.
È stata cantata in una versione italiana da Adriano Celentano e rielaborata dallo stesso Anka nel 2006 con titolo: Oh Diana.